# Saropogon melisoma
Saropogon melisoma là một loài ruồi trong họ Asilidae. Saropogon melisoma được Carrera & Papavero miêu tả năm 1962. Loài này phân bố ở vùng Tân nhiệt đới.